# Розворот (плавання)
Розворот у плаванні — зміна напрямку руху плавця на зворотній. Розворот зазвичай виконується, коли плавець досягає кінця басейну, але все ще має проплисти одну або більше довжину басейну.
Розвороти поділяють на дві групи: відкриті і закриті. Відкритим розворотом називається такий, при якому вдих виробляється під час обертання плавця під стінкою басейну. При закритому розвороті обертання під стінкою басейну здійснюється з опущеною у воду головою без виконання вдиху. Умовно техніка розворотів поділяється на наступні елементи:  
- Підпливання до стінки
- Обертання
- Поштовх і ковзання
- Початок плавальних рухів
- Вихід на поверхню

## При плаваннікролем
Відкритий розворот виконується без повного занурення голови. Такий розворот - найбільш простий в освоєнні, що підходить найбільш  для плавців-початківців. Простий розворот можна розділити на наступні фази:
- Під час підпливання до борту басейну одна рука повинна бути витягнута вперед. Досягнувши поверхні борта, рука торкається долонею борту на рівні води навпроти плеча іншої руки і починає згинатися в лікті під час просування тіла до борту. Друга рука, завершуючи гребковий рух, має бути витягнута уздовж тіла і знаходитися біля стегна. Після завершення гребка ноги згинаються в колінах і починають підтискатися до тазу, після чого виконується видих.

- Обертання. Рука, розташована біля стегна, згинається в лікті і підгортаючим рухом спрямовується в бік напрямку руху після розвороту. Рука, що знаходиться біля борту, продовжує спиратися долонею. Ноги продовжують підтискатися до тазу, опиняючись в результаті нещільно згрупованими. Голова в процесі обертання поступово піднімається над поверхнею води. Після того, як тіло розгорнулося приблизно на 90 градусів, виконується вдих. У завершальній стадії обертання ноги мають упиратися ступнями в борт, голова опускається в воду, притискаючись підборіддям до грудей, руки витягнуті вперед.

- Відштовхування. Поштовх від стіни виконується за рахунок енергійного розгинання ніг у всіх суглобах з наростаючим зусиллям.

- Ковзання. Ковзання відбувається на глибині близько півметра. Регулювати глибину потрібно за допомогою зміни положення голови і за допомогою кистей.

Після того, як швидкість руху стане такою ж, як і швидкість при проходженні дистанції, виконується вихід на поверхню. Для продовження плавальних рухів необхідно за допомогою роботи ніг і гребкового руху направити тіло на поверхню.
Закритий розворот.
- При підпливанні до борту після виконання вдиху необхідно руку, в бік якої було зроблено вдих, пронести над поверхнею води, після чого впертися нею в борт басейну таким чином, щоб долоня була розгорнута пальцями вниз, а рука знаходилася навпроти плеча другої руки. Глибина торкання повинна бути близько 20 см. Голова під час виконання цих дій має занурюватися в воду. Друга рука виконує гребок. У завершальній стадії тіло продовжує рух до борту, опорна рука починає згинатися в лікті, ноги підтискаються до грудей, таз необхідно утримувати на поверхні. Голова і плечі глибше занурюються у воду.

- Обертання. Обертання здійснюється в бік, протилежний руці, яка упирається в борт. Прискорення задається за допомогою активної роботи руками. Після того, як тіло розгорнулося на 180 градусів, ноги, зігнуті у всіх суглобах, впираються в стінку на глибині близько 20 см. Руки витягуються вперед.
- Відштовхування, ковзання і вихід на поверхню здійснюється так само, як при розвороті простим відкритим способом.

## При плаваннібатерфляємабобрасом
Відкритий розворот. Правилами, встановленими на змаганнях, обумовлено, що в момент дотику до борту руки мають досягати краю басейну одночасно, і положення плечей має залишатися горизонтальним. Виконання такого розвороту поділяються на такі фази:
- Під час підпливання до борту  необхідно торкнутися його двома руками одночасно. Потім ноги починають згинатися в колінах, а руки в ліктях, тіло продовжує рух до борту.

Решта фази практично нічим не відрізняється від відкритого розвороту для кроля. Обертання можна починати в будь-який бік, напрямок задає рука, яка перша відійшла від борта.
Вихід на поверхню в стилі дельфін здійснюється за допомогою ніг, рух якими задає напрямок ковзання на поверхню, після чого підключаються руки. У плаванні батерфляєм і брасом вихід здійснюється за рахунок гребкового руху руками.
Техніка виконання закритого розвороту відрізняється від тієї, що використовується при плаванні кролем. Головною відмінною рисою є те, що дотик до борту потрібно здійснюватися двома руками одночасно.

## При плаванні на спині
Простий відкритий розворот починається з розвороту на груди. Не можна починати виконувати обертання доти, поки рука не торкнеться борту басейну. Обертання спрямоване в бік руки, яка торкнулася борту. Виділяються наступні фази при виконанні розвороту:
- Під час подпливанія до борту одна рука завершує гребковий рух, витягується і займає положення уздовж стегна. Друга рука торкається борту, зігнута в лікті, долоня розгорнута назовні.
- Обертання. Тіло продовжує рухатися в бік борта, ноги необхідно сильно зігнути в усіх суглобах і направляти їх до борту через сторону обертання. Рука, що впирається в стінку, продовжує міцно впиратися, друга сприяє обертанню гребкового рухами. У завершальній стадії ця рука спрямовується вперед, слідом за нею підтягується друга. Виконується вдих, ноги впираються стопами в борт.

- Енергійним розгинанням ніг у всіх суглобах виконується відштовхування.
- Ковзання виконується на глибині близько 40 см.

Для виходу на поверхню і продовження руху по дистанції необхідна спільна робота руками і ногами.
Закритий розворот за рахунок занурення голови у воду можна виконати за менший час, ніж відкритий. Така техніка розвороту є однією з найбільш популярних при плаванні на спині. Основні фази його виконання наступні:
- Дотик до борту здійснюється на незначній глибині витягнутою рукою, розгорнутою кистю вниз. Перед початком обертання необхідно виконати вдих.
- Обертання здійснюється за рахунок рухів руками, що впираються в борт. Рука відштовхується від стінки, після чого обидві руки витягуються в напрямку майбутнього руху. Ноги згинаються, таз утримується біля поверхні. Після чого слід зробити енергійний рух ногами у повітрі, завершуючи який, ноги впираються в борт, приблизно в тому ж місці, де знаходилася рука.
- Відштовхування, ковзання і вихід на дистанцію ідентичні до тих, що виконуються при плаванні кролем. Глибина ковзання повинна бути близько 40 см.[1]

## Цікавий факт
Імовірно, один з найшвидших розворотів зробив Майкл Фелпс 7 серпня 2016 року в естафеті 4x100 вільним стилем на XXXI Олімпійських іграх в Ріо-де-Жанейро.  У цьому запливі Фелпс виграв своє 19-те олімпійське золото.